# Lorenzo Fago
Lorenzo Fago (Napoli, 13 agosto 1704 – Napoli, 30 aprile 1793) è stato un compositore, organista e insegnante italiano, figlio primogenito di Nicola Fago, anch'esso compositore e maestro di musica.
Sebbene fosse nato a Napoli da Nicola e Caterina Speranza Grimaldi, fu soprannominato come il padre Il Tarantino. Dopo aver studiato presso il Conservatorio della Pietà dei Turchini, dove il padre insegnava, diventò organista della Cappella del Tesoro del Duomo di Napoli. Il 26 giugno 1731 Lorenzo Fago succedette al padre nella direzione della cappella della cattedrale napoletana. Il 26 luglio  1736 sposa Angela Albina Gleinod. Nel 1737 fu nominato secondo maestro alla Pietà dei Turchini e assistette prima il padre fino al 1740, anno in cui si ritirò dal Conservatorio, e poi Leonardo Leo fino alla morte dello stesso, avvenuta il 1º novembre 1744. Diventò quindi primo maestro della famosa scuola napoletana, carica che mantenne sino al suo ritiro avvenuto gennaio del 1793.
Fu autore di una notevole produzione operistica sacra e da camera.
A differenze del padre, l'attività compositiva di Lorenzo Fago ha scarsa importanza rispetto a quella didattica, senza contare che si limita a un solo componimento drammatico e ad un numero esiguo di cantate e lavori sacri.
Tra i suoi figli si ricorda Pasquale Fago, che, come il padre e il nonno, intraprese l'attività di compositore.